# トヨタファイナンス
トヨタファイナンス株式会社（英: TOYOTA FINANCE CORPORATION）は、愛知県名古屋市西区に本社を置く、トヨタファイナンシャルサービス株式会社の子会社で、自動車販売金融を中心に各種金融事業を営むトヨタグループの企業である。

## 概要
トヨタグループにおける金融サービスの中核であり、トヨタグループの優良な資金調達力（高格付けの社債発行などで市場から比較的低利で資金の調達ができる）を活かしてクレジットカード（トヨタレンタカー代）・ショッピングクレジット・自動車ローン・リース・住宅ローン・法人向けファイナンスリースなどを提供している。
2019年10月25日、日本の企業として初めて利回りが0%の普通社債を発行することとなり注目を集めた。

## 主なサービス

### カード

#### クレジットカード
また、日本生命保険子会社の「ニッセイ・カードサービス株式会社」におけるクレジットカード事業（ジェーシービーグループ）譲受のため、2005年にトヨタファイナンスカードサービス株式会社を設立し、TS CUBIC CARDとは別段で運営を行っていたが、2010年3月に株式会社ジェーシービーに吸収合併されている。

#### 電子マネー
カード発行者（イシュアー）となっている。
- 楽天Edy
- QUICPay

### オートローン
トヨタ車両販売店（トヨタ店・トヨペット店・カローラ店・ネッツ店・トヨタモビリティ店他）およびレクサス車両販売店（レクサス店）を加盟店としたオートローン商品であり、主に集金保証方式（販売店の自己資金で車両を購入・所有し、購入者は信販会社に販売店の割賦代金の支払保証を受け、販売店に代わり信販会社へ返済義務を負う形態）で提供している。加盟店での販売車（中古車含む）であればトヨタ以外のメーカー車種においても利用可能であり、トヨタ自動車が輸入販売権を有していた時代のDUO店においても取扱いがあった。レクサス店については「#レクサスファイナンシャルサービス」の枠組みで同様の商品を提供している。
なお、トヨタ車の販売会社は独立資本のため、トヨタファイナンス以外の金融機関のオートローンも並行して取り扱っているケースが多い。

#### トヨタクレジット
一般的な均等分割払い型のオートローン。月々のローンの支払に任意保険の支払を併せた「クレジット一体型保険」という商品もある。

#### 残価設定型クレジット
1997年より導入された商品であり、割賦対象の車両価格等から一定額を据置き（残存価格＝残価）、それを除いた金額を月々均等で弁済し、最終支払時に残価を支払うか、残価について再度割賦契約を組むことにより乗り換えるか、残価を支払わないで車両を返却するかを選択できる。
残価設定型商品共通の特徴として、顧客にとっては通常の均等払いよりも月あたりの支払額が少なく済むため比較的高額な車の購入がしやすくなるというメリットがある。一方で車両の返却や残価の自己資金での返済を前提としない場合は、均等分割払い型と比べて手数料率が高いため総支払額が高くつくというデメリットがある。
1997年以前は「スーパーバリュープラン」「マックスバリュープラン」というリース契約しかなかったが、この商品はリースではなく割賦である。なお、導入以前はフォードセールスジャパン、ローバージャパンなどの輸入車ディーラーが既に同種のクレジットを導入していた。
2007年7月より「新残価システム」として全国ディーラーへ展開している。また、2008年から2010年にかけてトヨタ自動車がこの商品を「TOYOTA 3年ぶん、ください。」というキャッチコピーで広告展開し、新しい車の買い方としてPRしていた。

#### スーパーバリューリース
残価設定型クレジットの元となったオートリースであり、残存価格を除いた車両金額と契約期間中の取得税・重量税・自動車税と自動車賠償責任保険料などの諸費用を合わせた金額（リース料）を月々均等で支払い、最終支払時に残価設定型クレジットと同じく残価を一括 またはクレジットを組んで買い取るか、再度リースかクレジットを組むことにより乗り換えるか、残価を払わずに車両を返却するかを選択できる。残価設定型クレジットよりも残存価格が若干優遇されていたり、リース料率（利息相当）がクレジットの利率より低利であるなどのメリットがある。

#### e-way
2003年10月からアベンシスの新車購入者を対象に取扱を開始した支払額可変型クレジットで、従来出来なかった契約途中での支払回数変更（支払回数を繰り延ばして月々の支払額を減らす）などがe-wayでは可能になり、契約期間中5回まで無手数料で住宅ローンのように繰上返済も可能で、さらにそれらの申し出をe-wayのWebサイト上で可能という新型クレジットである。
2004年2月よりトヨタ全車種での取扱を開始した。

### 住宅ローン

#### トヨタホームローン
2000年1月に販売数が住宅メーカー大手各社と比べて伸び悩むトヨタホームの（トヨタ自動車による）支援策として、「安心宣言」という業界初の特定の住宅メーカーでの購入者専用の住宅ローンとして事業に参入した。
当時の銀行住宅ローンよりも若干低利な適用金利が特徴。当初はミリオン信用保証（東海銀行系の信用保証会社、現:三菱UFJ住宅ローン保証）が審査と信用保証を行っており、適用金利は東海銀行に連動していた。
2002年4月より独自の金利設定にした固定低金利型の「新安心宣言」の取扱を開始し、その後、保証料と事務手数料、さらに繰上返済手数料も無料にするなどサービスを拡充。これにより当時の銀行に比べ圧倒的な金利水準と競争力を実現し、他のハウスメーカーとの差別化に寄与、トヨタホームの販売促進に大きく貢献した。
2004年には超長期デリバティブと、投資家への住宅ローン債権の売却を組み合わせた独自の証券化手法により、35年固定金利型、2005年8月にはノンバンク初の借入期間40年の住宅ローンも取扱を開始。2005年7月にはトヨタ自動車が資本提携・経営再建支援をしたミサワホームホールディングスの販社へ住宅ローンを提供することで合意した。
2006年6月1日により住宅金融支援機構と提携し、フラット35による住宅ローンを「フラット宣言」の名称で開始した。

### レクサスファイナンシャルサービス
2005年8月30日に開始したトヨタ自動車のレクサス購入者を対象とした金融サービスの総称。自動車金融の「レクサスオーナーズリース」「レクサスオーナーズローン」、CPO（認定中古車）購入者対象の「レクサスCPOローン」「レクサスCPOリース」、クレジットカードとして「レクサスカード」を提供する。